# 1998 VF35
1998 VF35 är en asteroid i huvudbältet som upptäcktes den 12 november 1998 av de båda japanska astronomerna Seiji Ueda och Hiroshi Kaneda i Kushiro.
Asteroiden har en diameter på ungefär 14 kilometer och den tillhör asteroidgruppen Eos.